# Piperevo (Vaszilevo)
Piperevo (macedónul: Пиперево) település Észak-Macedóniában, a Délkeleti körzetben, a Vaszilevói járásban.

## Népesség
- 2002-ben 1401 lakosa volt, akik közül 1260 macedón, 139 török és 2 egyéb.